# Kranzhorn
Das Kranzhorn ist ein 1368 m ü. A. hoher Berg am Westrand der Chiemgauer Alpen. Über seinen Gipfel verläuft die deutsch-österreichische Staatsgrenze zwischen Bayern und Tirol.
Das Kranzhorn und der gegenüberliegende Wildbarren bildeten während der Würmeiszeit das Alpentor des Inntalgletschers.
Auf deutscher Seite gehört der Berg zur Gemeinde Nußdorf am Inn im Landkreis Rosenheim, auf österreichischer Seite zur Gemeinde Erl im Bezirk Kufstein. 
Seit 1504 verläuft durch die Mitte des Gipfelplateaus die Ländergrenze Bayern-Österreich. Endgültig festgelegt wurde die Grenze 1670, die Grenzsteine befinden sich teilweise noch neben den Wanderwegen. Der Gipfel des Berges trägt daher zwei Gipfelkreuze, er ist weit aus dem Inntal sichtbar. Vom Gipfel aus hat man eine gute Aussicht zum Wendelstein im Westen und zum Wilden Kaiser im Süden. Das Kranzhorn gehört neben der Hochries und dem Heuberg zu den beliebtesten Zielen von Wanderern in den Chiemgauer Alpen. Der kürzeste und am häufigsten genutzte Aufstieg erfolgt vom Erlerberg über die Bubenau und die Kranzhornalm. Weitere markierte Wanderwege führen von Erl aus über den steilen Erlersteig sowie von Windshausen auf den Gipfel.

## Galerie

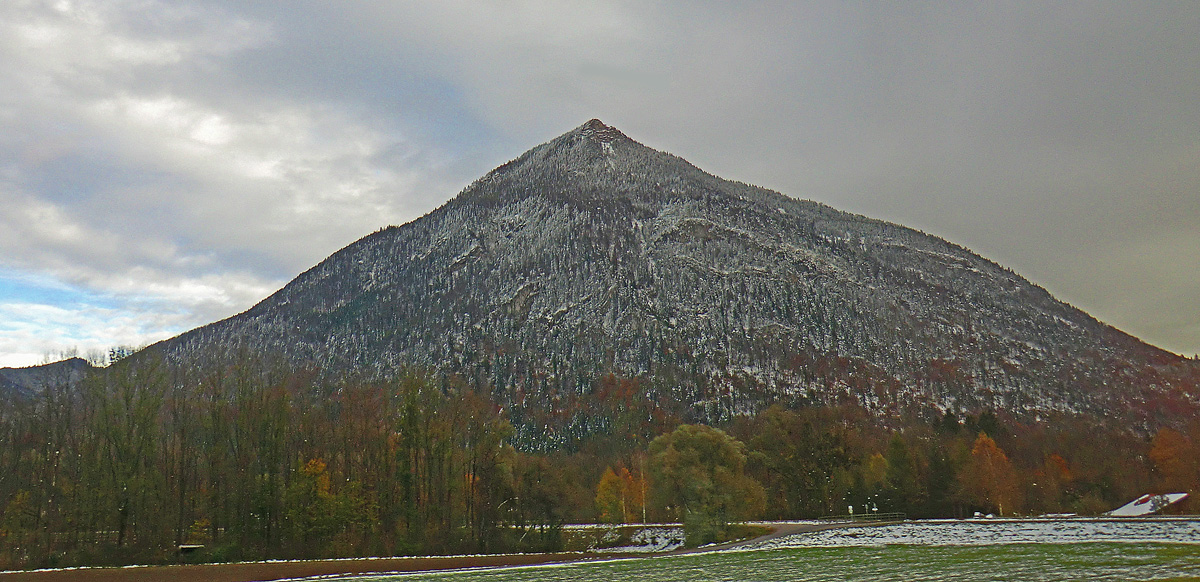
Von Nordwesten aus gesehen
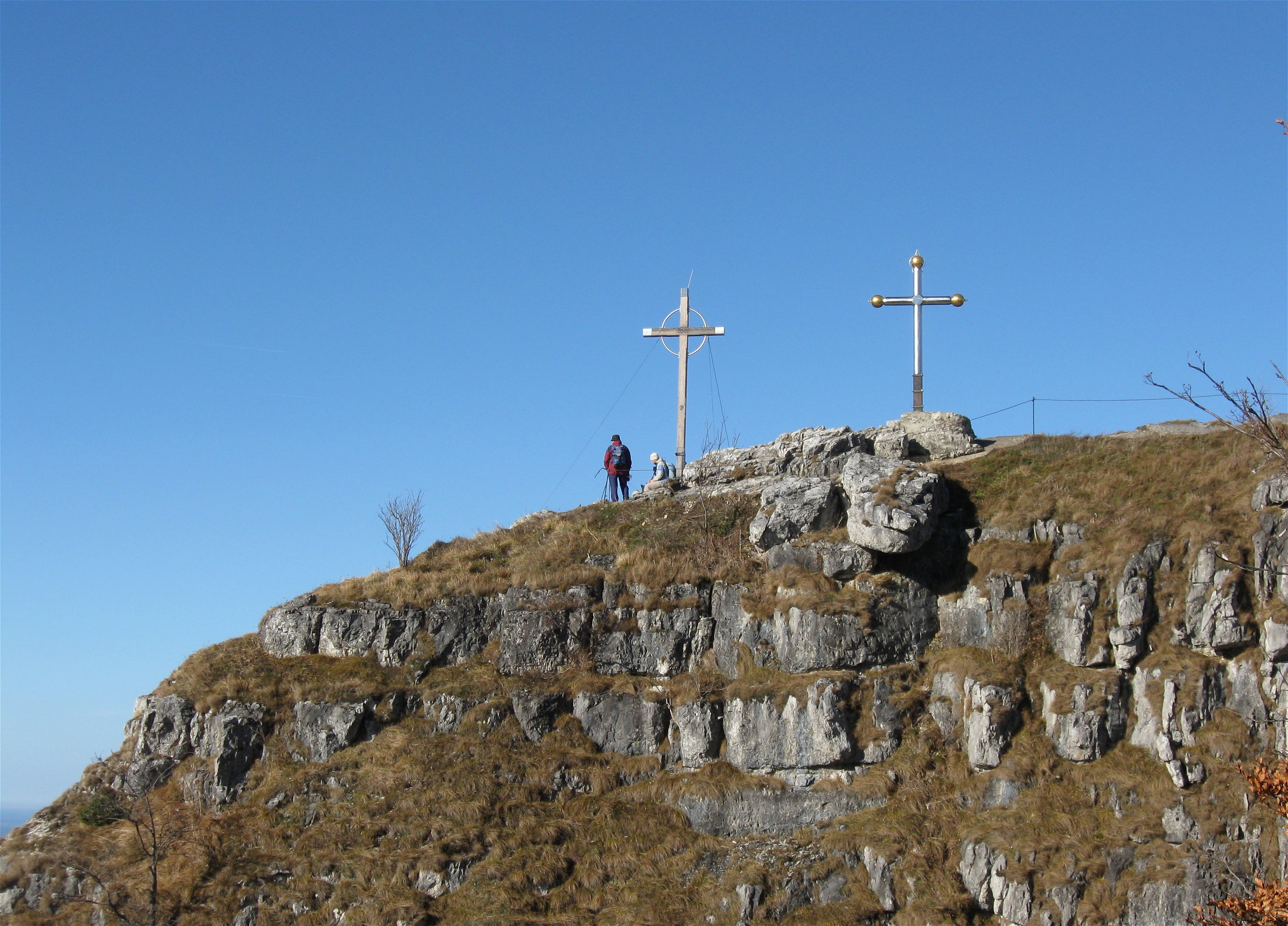
Die beiden Gipfelkreuze
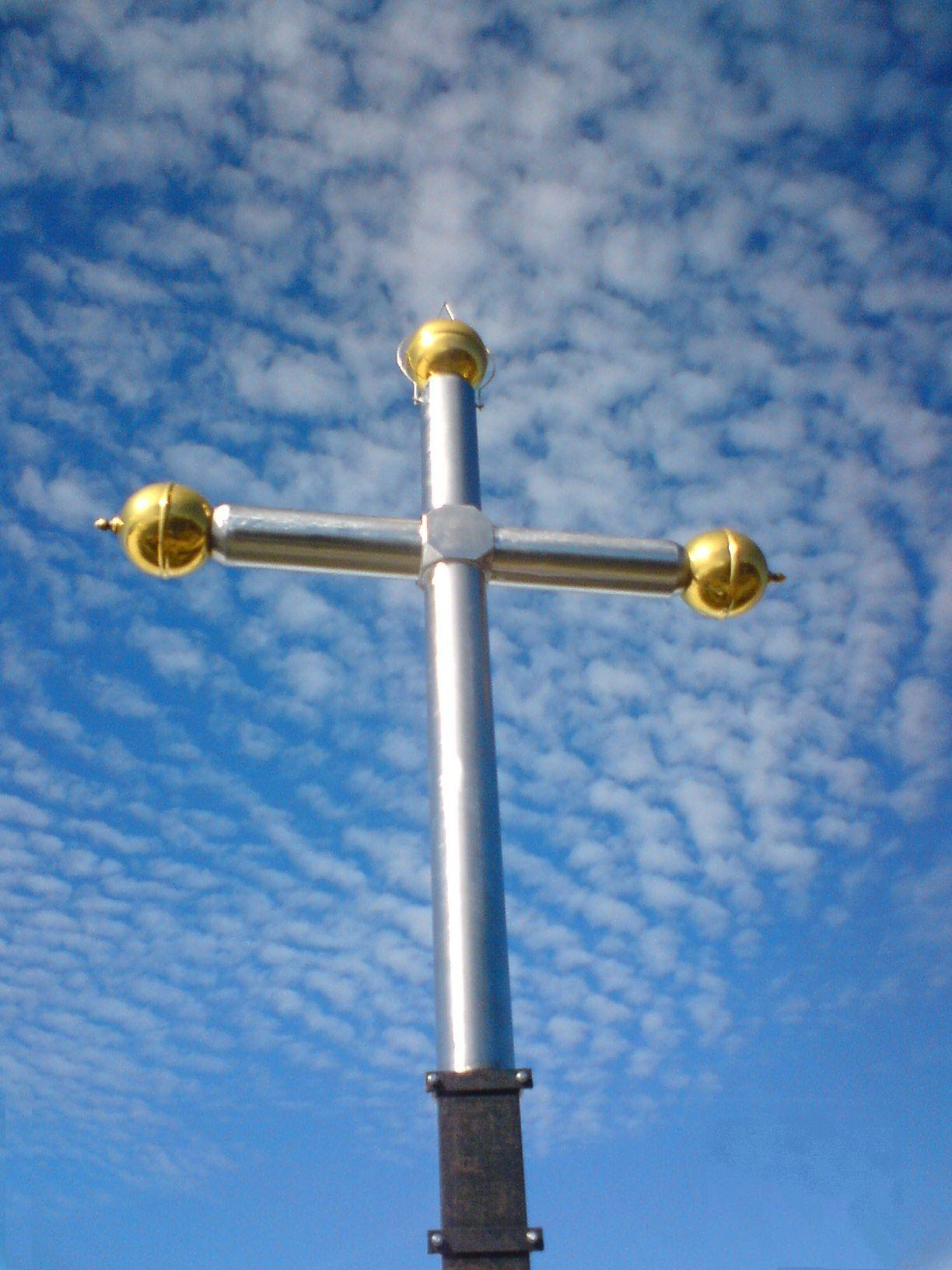
Das bayerische Gipfelkreuz
Der Kranzhorngipfel besteht aus einem Felsvorsprung
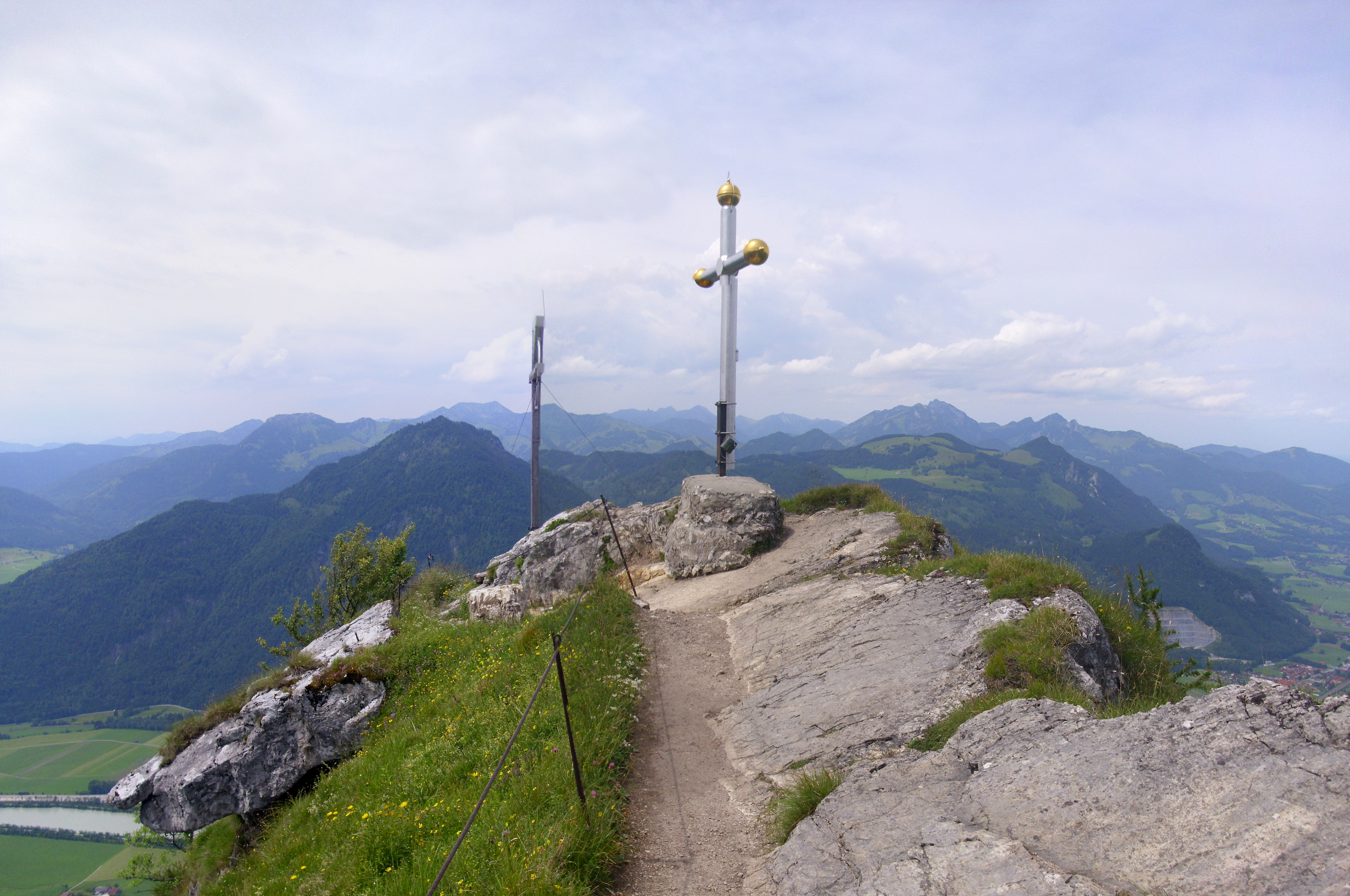
Auf dem Kranzhorngipfel
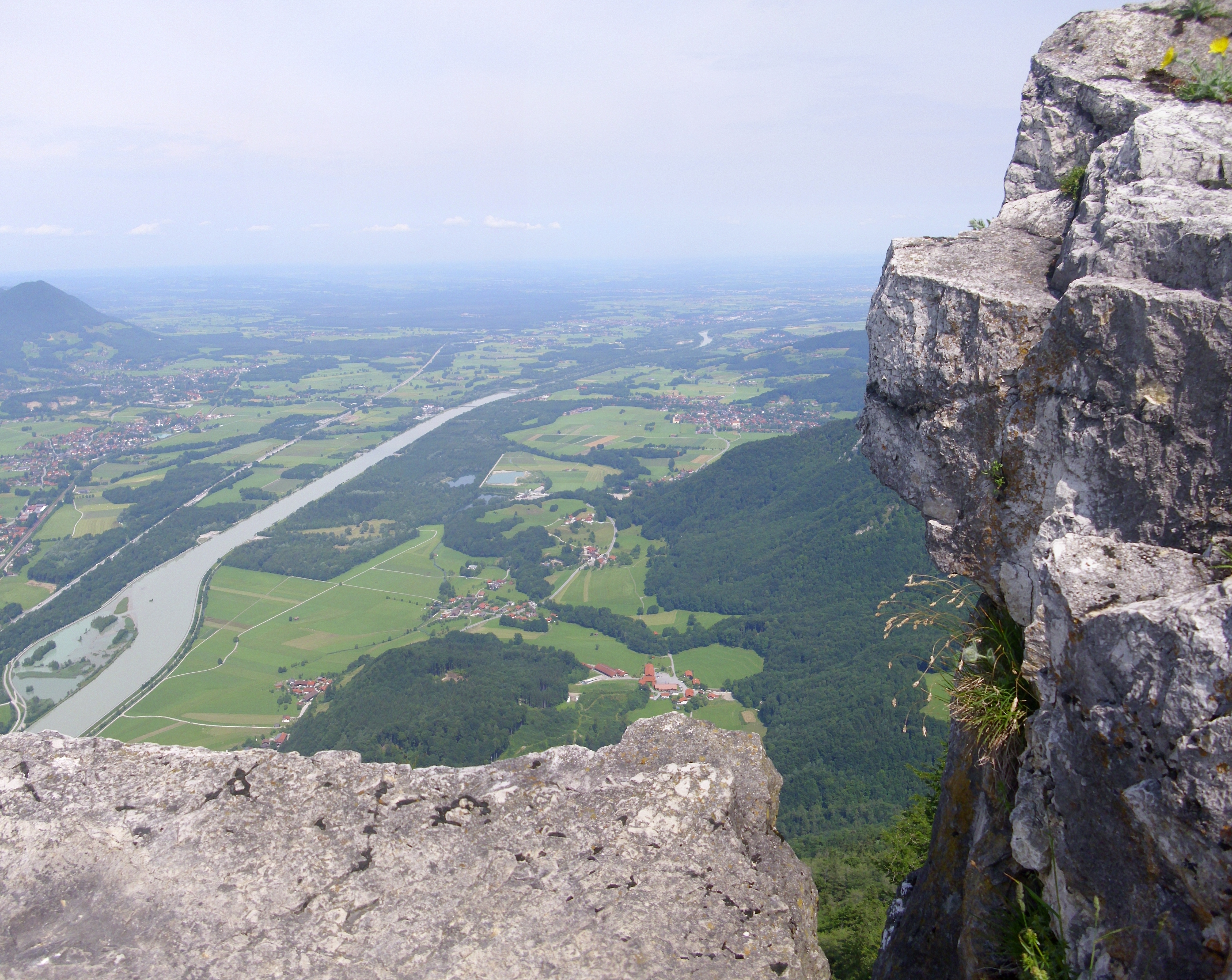
Blick vom Gipfel des Kranzhorns über das Inntal nach Norden
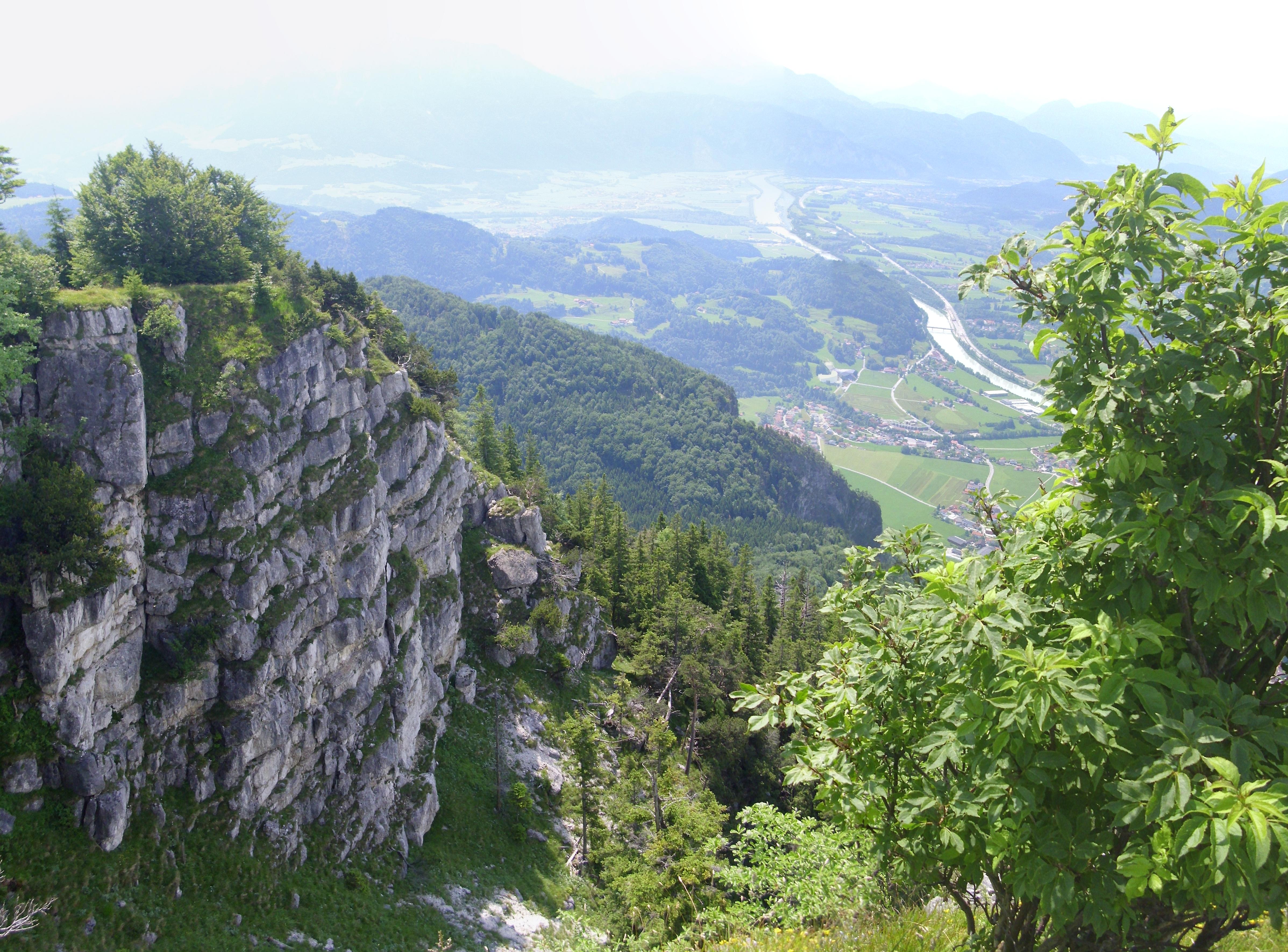
Blick vom Gipfel des Kranzhorns über das Inntal nach Süden